# Chynacach
Chynacach – wieś w Armenii, w prowincji Sjunik. W 2011 roku liczyła 998 mieszkańców.